# Cadmiumacetat
Cadmiumacetat ist eine chemische Verbindung des Cadmiums und ein Salz der Essigsäure mit der Konstitutionsformel Cd(CH3COO)2. Es ist eine weiße, hygroskopische Substanz mit typischem, schwach essigartigem Geruch.

## Gewinnung und Darstellung
Cadmiumacetat-Dihydrat fällt aus einer wässrigen Essigsäure-Lösung aus. Direkt kann es aus Cadmiumnitrat und Essigsäureanhydrid gewonnen werden.
{\displaystyle \mathrm {Cd(NO_{3})_{2}\cdot 4\ H_{2}O+2\ (CH_{3}CO)_{2}O\rightarrow } }{\displaystyle \mathrm {\ Cd(CH_{3}COO)_{2}+2\ CH_{3}COOH+2\ NO_{2}\uparrow +\ 3\ H_{2}O} }

## Eigenschaften
Bei 130 °C gibt Cadmiumacetat-Hydrat das Kristallwasser ab und das wasserfreie Cadmiumacetat entsteht. In Wasser löst es sich mit neutralem pH-Wert. Gut löslich ist es zudem in Ethanol.

## Verwendung
Cadmiumacetat wird in der Porzellanherstellung für die Erzeugung irisierender Effekte genutzt. Zudem ist es in der analytischen Chemie ein Reagenz für den Nachweis von Schwefel, Selen und Tellur.